# Sztuczny neuron
Sztuczny neuron - prosty system przetwarzający wartości sygnałów wprowadzanych na jego wejścia w pojedynczą wartość wyjściową, wysyłaną na jego jedynym wyjściu (dokładny sposób funkcjonowania określony jest przez przyjęty model neuronu). Jest to podstawowy element sieci neuronowych, jednej z metod sztucznej inteligencji, pierwowzorem zbudowania sztucznego neuronu był biologiczny neuron.